# Бордолано
Бордола̀но (на италиански: Bordolano, на местен диалект: Burdulàn, Бурдулан) е село и община в Северна Италия, провинция Кремона, регион Ломбардия. Разположено е на 64 m надморска височина. Населението на общината е 618 души (към 2010 г.).